# ENCODE
L'Enciclopèdia d'Elements del DNA (ENCODE) és un projecte de recerca públic impulsat per l'institut americà National Human Genome Research Institute (NHGRI) el setembre del 2003.
Amb el propòsit de donar continuïtat al Projecte Genoma Humà, el projecte ENCODE aspira a completar la identificació de tots els elements funcionals del genoma humà. El projecte inclou un consorci mundial de grups de recerca, i les dades generades són accessibles a través de bases de dades públiques.

## Motivació i significança
S'estima que els humans tenim, aproximadament, 20,000 gens codificants de proteïnes (col·lectivament conegudes com a exoma), les quals es figura que comprenen l'1,5% de l'ADN del genoma humà. L'objectiu principal del projecte ENCODE és determinar el paper dels components restants del genoma, els quals, pel fet de no ser transcrits i traduïts, tradicionalment eren referits amb el nom d'"ADN escombraria".
Aproximadament, el 90% de polimorfismes de nucleòtids simples del genoma humà es troben fora de regions codificants de proteïnes. L'activitat i expressió de gens codificants de proteïnes pot ser modulada a través del reguloma (el conjunt de components que regulen el programa transcripcional de les cèl·lules). Es creu que canvis en la regulació de l'activitat d'un gen poden alterar la síntesi de proteïnes i, conseqüentment, derivar en el desenvolupament de malalties. Determinar la localització d'aquests elements reguladors i entendre la seva influència en la transcripció gènica podria revelar connexions entre variacions en l'expressió d'un cert gen i el desenvolupament de malalties.
El propòsit del projecte ENCODE és possibilitar recursos a la comunitat científica que permetin entendre millor de quina manera, la nautralesa del genoma, pot afectar la salut humana, a més d'estimular el desenvolupament de noves teràpies per prevenir i tractar malalties.
Avui dia, el projecte ha facilitat la identificació de nous elements reguladors de l'ADN, proporcionant noves revelacions sobre l'organització i regulació dels nostres gens i genoma. Un dels assoliments principals descrits pel consorci ha estat que el 80% del genoma humà ha passat associar-se amb "almenys una funció bioquímica" Much of this functional non-coding DNA is involved in the regulation of the expression of coding genes. A més, s'ha demostrat que l'expressió de cadascun dels gens codificadors de proteïnes és controlada per múltiples llocs reguladors localitzats tant a prop com lluny del propi gen. Aquests resultats posen de manifest ñque la regulació gènica és molt més complexa del que es creia prèviament.

## Controvèrsia
Una de les crítiques més severes que ha rebut el projecte rau en l'afirmació que la major part del genoma és funcional. Una part de la comunitat científica va acusar al projecte ENCODE d'utilitzar una definició de funcional excessivament liberal, anomenant funcional a tots aquells elements que són transcrits.
El projecte també ha estat durament criticat pel seu alt cost econòmic (aproximadament, suma un total de 400 milions de dòlars). Una altra crítica important ha estat que els resultats no semblen justificar la quantitat de temps invertida en el projecte, i que el projecte mateix és essencialment inacabable; malgrat que sovint es compara amb el Projecte Genoma Humà, a diferència d'aquest, l'ENCODE no té un punt d'arribada evident.
Els autors simpatitzen amb les preocupacions de la comunitat científica i, a la vegada, intenten justificar el seu esforç concedint entrevistes i explicant detalls sobre el projecte, no només al públic científic, sinó també a la premsa de masses. També reivindiquen que, des que es va comprendre que l'ADN és el material hereditari de la vida fins que es va resoldre la seqüència del genoma humà, va passar més de mig segle; de manera que el seu pla pel pròxim segle és arribar a entendre la pròpia seqüència.